# شهرستان چینگیانگ
شهرستان چینگیانگ (به لاتین: Qingyang County) یک شهرستان‌های جمهوری خلق چین در چین است که در چیجوا واقع شده‌است.